# Witold Hulewicz
Witold Hulewicz  (1895-1941 en Palmiry, Polonia) fue un escritor, traductor, editor y crítico literario polaco. 

## Vida y obra
Durante la Primera Guerra Mundial luchó con el ejército alemán, ya que su región era entonces parte de la antigua Prusia, haciéndolo posteriormente contra los alemanes. Vivió en Posen, Wilno y Varsovia, donde fue fundador de la revista literaria “Zdrój” y trabajó en la radio polaca. 
Durante la ocupación de Polonia en la Segunda Guerra Mundial fue el editor jefe de la revista clandestina “Polska zyje”.
Fue arrestado por los nazis en 1940 e ingresado en el campo de concentración de Palmiry, dónde murió meses después. Asistiendo a su entierro, fue también arrestado su amigo, el pintor expresionista Stanislaw Kubicki.
Su vida ha inspirado varias películas, entre ellas “The Scar”. 